# Wake Up (álbum de The Vamps)
Wake Up é o segundo álbum de estúdio da banda de pop e pop rock britânica The Vamps, lançado em 27 de novembro de 2015 através da Mercury Records. Atingiu a 10ª posição na principal parada britânica com mais de 27 mil cópias vendidas no Reino Unido na primeira semana. Atualmente possui disco de prata no país por mais de 60 mil cópias vendidas.

## Precedentes e lançamento
Em março de 2015, numa entrevista ao Sugarscape, o vocalista Bradley Simpson disse: "Nós começamos a trabalhar nele há cerca de dois meses e as últimas três semanas têm sido intensas, escrevendo para o álbum. Está soando muito bem; é um pouco diferente. Há sempre uma pressão em bandas para o seu segundo álbum." Quando questionado sobre qual canção de seu álbum de estreia Meet the Vamps (2014) que mais parecia com a sonoridade do segundo álbum, o mesmo respondeu: "Risk It All, eu diria. Mas um pouco eletrônico; como os sintetizadores da MGMT." A banda também confirmou estar trabalhando com alguns dos mesmos produtores de seu álbum anterior.
No dia 10 de setembro, The Vamps divulgou através de sua conta no Twitter um vídeo com uma mensagem em código morse que falava sobre grandes anúncios que ocorreriam no dia 15 do mesmo mês, o tweet foi excluído mais tarde. Nos dias seguintes várias outras dicas sobre o que seria o anúncio foram postadas nas redes sociais e no site da banda.
No dia do anúncio, The Vamps divulgou, através de seu site e suas redes sociais, seu mais novo single Wake Up, seu segundo álbum de estúdio também chamado Wake Up, fanfests pela Europa e uma turnê mundial chamada Wake Up World Tour
, que começou em janeiro de 2016.

## Pistas
Ao longo de cinco dias, The Vamps postou pistas que tinham alguma relação com o anúncio e nomeou a ação como "#VampsRevolution", sendo elas:
- Vídeo com uma mensagem de áudio em código morse que dizia "Acorde e junte-se à revolução em 15 de setembro de 2015" publicado no Twitter da banda no dia 10 de setembro. O tweet foi deletado logo após alguns fãs descobrirem a mensagem.[6]
- Mensagens num rádio que estava na página inicial do site da banda,[nota 1] sendo elas:

1. "Parabéns Conrad. Se você está ouvindo, você é parte da revolução. Membros da revolução, é hora de ganhar força para a vitória. Nós estivemos dormindo por um longo tempo, mas é hora de ganhar o que é nosso de uma vez por todas. O pombo quebrou uma asa e John tem um longo bigode. No dia 15 de setembro de 2015 às 10 horas (horário de Brasília) um deve ir ao chão. mais informações chegando... (mensagem em código morse) Essa não é uma transmissão segura e eles estão ouvindo.". O código morse não estava claro e ao tentar traduzi-lo, dava a mensagem "BCOEA0WC031". "John tem um longo bigode" era uma expressão usada na Segunda Guerra Mundial para dizer que a invasão começava no dia seguinte.
2. "A hora se aproxima. O relógio conta (para se aproximar). As ruas ficam escuras assim como os dias se encurtam. Procure pela bandeira no céu ao pôr-do-sol. Uma vez que estivermos todos acordados, a revolução virá."
3. Trecho do instrumental do single "Wake Up".
4. "Olá, é o Davey Jones aqui. Tem alguém aí? Eu não tenho visto ninguém há 18 meses. Eu preciso ver um rosto humano. Meus únicos amigos são os ratos que ficam ao lado da minha cama durante a noite. O vento... ele fala comigo... ele está me dando números... está me dando palavras, mas eu não consigo entender. Eu preciso sair!" Os números ditos indicavam a data de lançamento do álbum (27, 11, 2015). Os 18 meses citados na mensagem são em referência ao tempo que se passou entre o anúncio do álbum de estreia (fevereiro de 2014) e o anúncio do segundo (setembro de 2015).
5. A canção "Rough Night", presente no CD2 do single Somebody to You. A primeira frase da canção diz "Eu acordo na manhã seguinte do anterior", sendo uma referência ao single, álbum e à parte da primeira mensagem.
6. Um áudio que não foi decifrado.
7. A canção "Boom Boom Kapow!", demo antiga do vocalista Brad Simpson. Há uma frase que menciona algo sobre "dormir" na canção e claramente logo após dormir você acorda. "Boom boom kapow" é usada frequentemente para demonstrar luta, uma referência à tal "revolução" que a banda sugere.
8. "Bom Deus, eu te trago as notícias do mundo, mensagem na rua sobre essa nova campanha. Eles estão dizendo que estivemos dormindo por muito tempo e nós precisamos acordar. Essa coruja tem que se levantar das cinzas e conquistar o que uma vez foi nosso. Agora eu posso confirmar que esses rumores são falsos, é tudo mentira. Eu posso agora te dizer que tudo é um manifesto de democracia. Não é verdade, não acredite nestas mensagens ou qualquer coisa que ouvir nas ruas. Eles dizem que nasceram na escuridão moldados por isso e que trazem a luz de volta. De qualquer forma, não é verdadeiro, é um manifesto de democracia." onde "manifesto" é um anúncio de ações futuras.

- No perfil de cada integrante da banda e algumas pessoas da equipe no twitter, havia uma letra na descrição, juntando-se todas formava a palavra "Spotify". Na página da banda no serviço de streaming, havia uma playlist chamada "#VampsRevolution", em que as iniciais das músicas formavam "Wake up your sleeping heart", trecho do single.
- A playlist foi atualizada e as inciais agora formavam "I know sometimes you'll be afraid", outro trecho da canção.
- E cada um do perfil dos integrantes no twitter havia uma palavra em código binário, juntando todas formavam "Wake Up World Tour".

## Singles
- “Wake Up" foi lançada como primeiro single do álbum em 02 de outubro de 2012[7]
- “Rest Your Love" foi lançada como o segundo single do álbum em 27 de novembro de 2015.[8]
- “I Found A Girl" foi lançada como terceiro single do álbum em 1 de abril de 2016, numa versão diferente da faixa presente no álbum, dessa vez contendo vocais do cantor jamaicano Omi.[9] A canção já havia sido lançada anteriormente em sua versão original solo como single promocional em 23 de novembro de 2015.[10]

### Singles promocionais
- “Cheater" foi lançada como single promocional no dia 13 de outubro de 2015 junto à pré-venda do álbum.[11] Um vídeo promocional da música também foi lançado no mesmo dia no YouTube e na VEVO.[12]
- “Stolen Moments" foi lançada como single promocional em 04 de novembro de 2015 e um 'lyric video' da canção foi enviado ao canal da banda no YouTube no mesmo dia.[13]

## Formatos Lançados
Edição padrão
12 faixas
Edição deluxe
15 faixas (América do Norte) e 18 faixas (resto do mundo)
Edição limitada (indisponível após o natal de 2015)
- CD – 18 faixas
- DVD: The Vamps Live at The O2 Arena

Edição limitada Access All Areas
- CD – 18 faixas
- DVD: The Vamps Live at The O2 Arena
- Download digital – 18 faixas
- Experiência online única
- Videoclipes
- Atualização de notícias nas redes sociais
- Encarte interativo
- Pôster
- Cards

Edição padrão japonesa
22 faixas
Edição deluxe japonesa
- CD - 22 faixas
- DVD: "The Vamps Live at The O2 Arena"

Edição italiana
- CD - 20 faixas
- DVD: "The Vamps Live at The O2 Arena"

## Lista de faixas
| Edição padrão  |                                         |                                                                                                 |                 |         |  |
| N.º            | Título                                  | Compositor(es)                                                                                  | Produtor(es)    | Duração |  |
| 1.             | "Wake Up"                               | Steve Mac, Ammar Malik, Ross Golan, Kevin Snevely                                               | Steve Mac       | 3:12    |  |
| 2.             | "Rest Your Love"                        | Rami Yacoub, Carl Falk, Savan Kotecha, Johan Schuster                                           | Carl Falk, Remi | 3:16    |  |
| 3.             | "Volcano" (com participação de Silentó) | Malik, Mac, Wayne Hector, Ricky Hawk                                                            | Mac             | 3:18    |  |
| 4.             | "Million Words"                         | Sam Preston, Alex Smith, Jonny Coffer, James McVey, Connor Ball, Tristan Evans, Bradley Simpson | Metrophonic     | 3:42    |  |
| 5.             | "Windmills"                             | Ball, Evans, McVey, Simpson, Mac, Malik                                                         | Mac             | 3:05    |  |
| 6.             | "Stolen Moments"                        | Ball, Evans, McVey, Simpson, Matt Prime, Hector                                                 | Matt Prime      | 3:09    |  |
| 7.             | "I Found A Girl"                        | Ball, Evans, McVey, Simpson, Mac, Malik, Golan, James Blunt, Claude Kelly                       | Mac             | 2:59    |  |
| 8.             | "Be With You"                           | Ball, Evans, McVey, Simpson, Mac, Malik                                                         | Mac             | 3:11    |  |
| 9.             | "Burn"                                  | Ball, Evans, McVey, Simpson, Joe O'Neil                                                         | Jay Reynolds    | 3:38    |  |
| 10.            | "Cheater"                               | Ball, Evans, McVey, Simpson, Rick Parkhouse, George Tizzard, Ed Drewett                         | Red Triangle    | 3:14    |  |
| 11.            | "Boy Without A Car"                     | Ball, Evans, McVey, Simpson, Parkhouse, Tizzard                                                 | Red Triangle    | 3:29    |  |
| 12.            | "Held By Me"                            | Johan Carlsson, Golan                                                                           | Tobias Karlsson | 3:38    |  |
| Duração total: | Duração total:                          | Duração total:                                                                                  | Duração total:  | 40:47   |  |

| Edição deluxe (faixas bônus) |                  |                                            |         |  |
| N.º                          | Título           | Compositor(es)                             | Duração |  |
| 13.                          | "Half Way There" | Ball, Evans, McVey, Simpson, Prime, Hector | 3:11    |  |
| 14.                          | "Runaway"        | McVey, Ball, Evans, Simpson                | 3:18    |  |
| 15.                          | "Worry"          | McVey, Ball, Evans, Simpson                | 3:36    |  |
| 16.                          | "Coming Home"    | McVey, Ball, Evans, Simpson                | 4:54    |  |
| 17.                          | "Peace Of Mind"  | McVey, Ball, Evans, Simpson                | 3:05    |  |
| 18.                          | "Written Off"    | McVey, Ball, Evans, Simpson                | 3:17    |  |
| Duração total:               | Duração total:   | Duração total:                             | 62:07   |  |

| Edição padrão norte-americana |                                         |                                                                           |                |         |  |
| N.º                           | Título                                  | Compositor(es)                                                            | Produtor(es)   | Duração |  |
| 1.                            | "Wake Up"                               | Mac, Malik, Golan, Snevely                                                | Steve Mac      | 3:12    |  |
| 2.                            | "Rest Your Love"                        | Yacoub, Falk, Kotecha, Schuster                                           | Falk, Remi     | 3:16    |  |
| 3.                            | "Volcano" (com participação de Silentó) | Malik, Mac, Hector, Hawk                                                  | Mac            | 3:18    |  |
| 4.                            | "Million Words"                         | Preston, Smith, Coffer, McVey, Ball, Evans, Simpson                       | Metrophonic    | 3:42    |  |
| 5.                            | "Windmills"                             | Ball, Evans, McVey, Simpson, Mac, Malik                                   | Mac            | 3:05    |  |
| 6.                            | "I Found A Girl"                        | Ball, Evans, McVey, Simpson, Mac, Malik, Golan, James Blunt, Claude Kelly | Mac            | 2:59    |  |
| 7.                            | "Be With You"                           | Ball, Evans, McVey, Simpson, Mac, Malik                                   | Mac            | 3:11    |  |
| 8.                            | "Burn"                                  | Ball, Evans, McVey, Simpson, Joe O'Neil                                   | Reynolds       | 3:38    |  |
| 9.                            | "Cheater"                               | Ball, Evans, McVey, Simpson, Parkhouse, Tizzard, Drewett                  | Red Triangle   | 3:14    |  |
| 10.                           | "Stolen Moments"                        | Ball, Evans, McVey, Simpson, Hector, Prime                                | Prime          |         |  |
| 11.                           | "Boy Without A Car"                     | Ball, Evans, McVey, Simpson, Parkhouse, Tizzard                           | Red Triangle   | 3:29    |  |
| 12.                           | "Worry"                                 | McVey, Ball, Evans, Simpson                                               | Reynolds       | 3:36    |  |
| Duração total:                | Duração total:                          | Duração total:                                                            | Duração total: | 40:47   |  |

| Edição deluxe norte-americana (faixas bônus) |                 |                             |                 |         |  |
| N.º                                          | Título          | Compositor(es)              | Produtor(es)    | Duração |  |
| 13.                                          | "Held By Me"    | Carlsson, Golan             | Tobias Karlsson | 3:38    |  |
| 14.                                          | "Peace of Mind" | McVey, Ball, Evans, Simpson | Reynolds        | 3:05    |  |
| 15.                                          | "Coming Home"   | McVey, Ball, Evans, Simpson | Evans           | 4:54    |  |
| Duração total:                               | Duração total:  | Duração total:              | Duração total:  | 52:22   |  |

| Edição japonesa (faixas bônus) |                                      |                                                                      |                |         |  |
| N.º                            | Título                               | Compositor(es)                                                       | Produtor(es)   | Duração |  |
| 19.                            | "Words (Don't Mean a Thing)"         | Ball, Evans, McVey, Simpson, Paul Barry, Mark Bates, Patrick Mascall |                | 3:12    |  |
| 20.                            | "Stay Here"                          | Ball, Evans, McVey, Simpson                                          | Simpson        | 03:51   |  |
| 21.                            | "Wake Up" (Acoustic Version)         | Mac, Golan, Malik                                                    | Mac            | 04:04   |  |
| 22.                            | "Risk It All" (Live at The O2 Arena) | Ball, Evans, McVey, Simpson, Prime, Hector                           | Prime          | 05:30   |  |
| Duração total:                 | Duração total:                       | Duração total:                                                       | Duração total: | 78:46   |  |

| Edição italiana (faixas bônus) |                                        |                    |                      |         |  |
| N.º                            | Título                                 | Compositor(es)     | Produtor(es)         | Duração |  |
| 19.                            | "Wake Up" (versão italiana)            | Mac, Golan, Malik  | Mac, Malik, Sneverly | 3:13    |  |
| 20.                            | "Volcano" (com participação de Moreno) | Mac, Malik, Hector | Mac                  | 3:19    |  |
| Duração total:                 | Duração total:                         | Duração total:     | Duração total:       | 68:39   |  |

| DVD: The Vamps Live at The O2 Arena (edição limitada) |                                                                                             |         |  |
| N.º                                                   | Título                                                                                      | Duração |  |
| 1.                                                    | "Intro" (Ao vivo)                                                                           |         |  |
| 2.                                                    | "Wild Heart" (Ao vivo)                                                                      |         |  |
| 3.                                                    | "Hurricane" (Ao vivo)                                                                       |         |  |
| 4.                                                    | "Somebody to You" (Ao vivo)                                                                 |         |  |
| 5.                                                    | "Medley (Uptown Funk"/"Seven Nation Army"/"Shake It Off"/"We Can't Stop)" (Ao vivo, covers) |         |  |
| 6.                                                    | "Last Night" (Ao vivo)                                                                      |         |  |
| 7.                                                    | "Move My Way" (Ao vivo)                                                                     |         |  |
| 8.                                                    | "In Too Deep" (Ao vivo, cover de Sum 41)                                                    |         |  |
| 9.                                                    | "Teenagers" (Ao vivo, cover de My Chemical Romance)                                         |         |  |
| 10.                                                   | "Another World" (Ao vivo)                                                                   |         |  |
| 11.                                                   | "Lovestruck" (Ao vivo)                                                                      |         |  |
| 12.                                                   | "Girls on TV" (Ao vivo)                                                                     |         |  |
| 13.                                                   | "Oh Cecilia (Breaking My Heart)" (Ao vivo)                                                  |         |  |
| 14.                                                   | "Risk It All" (Ao vivo)                                                                     |         |  |
| 15.                                                   | "Can We Dance" (Ao vivo)                                                                    |         |  |

Notas
- Créditos adaptados das notas contidas no álbum
- ↑[a]  significa um produtor adicional

## Turnês
- "Wake Up World Tour" (2016)

## Desempenho comercial

### Paradas musicais
| Parada musical (2015)               | Melhor posição |
| ----------------------------------- | -------------- |
| Austrália (ARIA)                    | 23             |
| Bélgica (Ultratop Flandres)         | 37             |
| Bélgica (Ultratop Valônia)          | 78             |
| Países Baixos (Dutch Charts)        | 45             |
| Irlanda (IRMA)                      | 17             |
| Escócia (Official Scottish Albums)  | 6              |
| Reino Unido (Official Albums Chart) | 10             |
| Estados Unidos (Billboard 200)      | 186            |

### Certificações e Vendas
| País        | Emissora | Certificação | Vendas  |
| ----------- | -------- | ------------ | ------- |
| Reino Unido | BPI      | Prata        | 60.000+ |
| Mundo       | —        | —            | 70.000+ |

 
|
 
|}